# Jeanne Eagels
Jeanne Eagels (Kansas City, Missouri, 1890. június 26. – New York, 1929. október 3.) amerikai színésznő. A Broadwayen számított igazán híresnek, de két hangosfilmmel (The Letter és Jealousy) is bizonyította, hogy nemcsak a színpadon képes remekelni. Eagels az egyetlen a filmtörténetben, akit posztumusz jelöltek Oscar-díjra.

## Élete

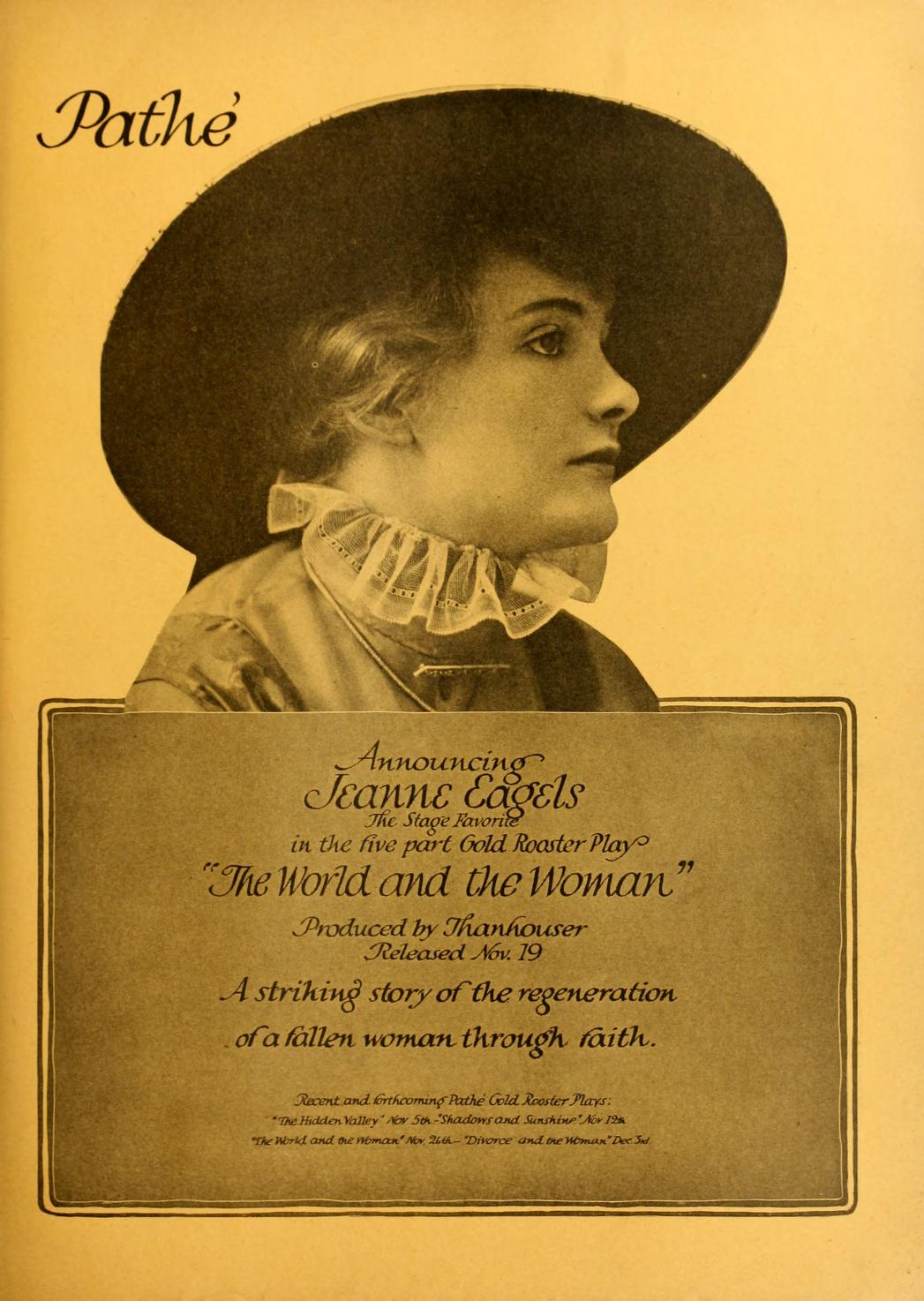
The World and The Woman hirdetés (1916)

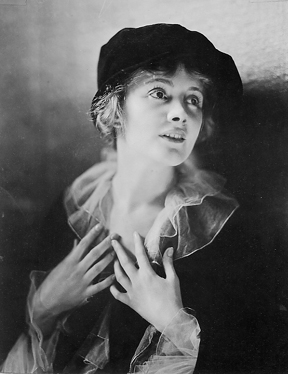
A Daddies című színdarabban

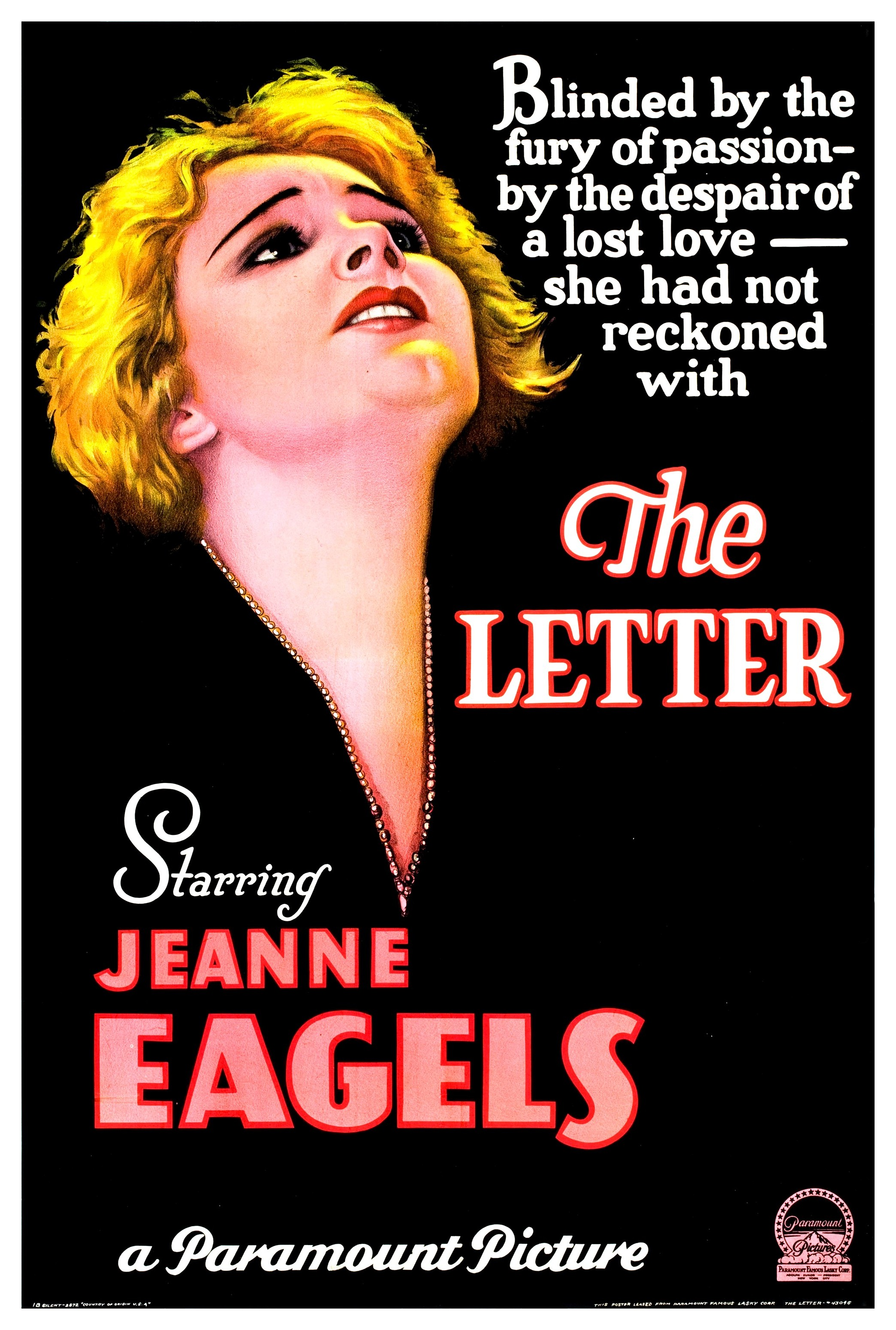
A levél poszter

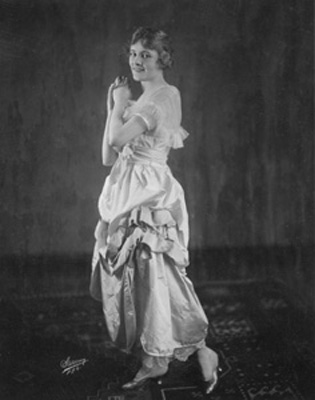
The Great Pursuit (1916)

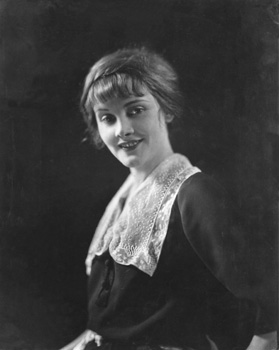
The Wonderful Thing (1920)

1890-ben Kansas Cityben született Eugenia Eagles néven. A hat gyermek közül ő érkezett másodiknak. Ereiben ír, német és francia vér csörgedezett. Családja nem dúskált a pénzben, szűkösen éltek. Eagles egyszer ezt nyilatkozta: „Ha harminc centtel a zsebemben halok meg, az már harminc centtel több, mint volt”. Eagles katolikus iskolában kezdte tanulmányait, ezután állami iskolába jelentkezett, de nem fejezte be. Helyette bolti munkát vállalt. 1910-ben elvesztette édesapját, Edward Eaglest.

### Eagles és Eagels
Eagles már korán kapcsolatba került a színpaddal. Hétéves volt, mikor először játszhatott egy darabban. Az iskolában jeleskedett angolból: míg a többieknek gondja akadt a kiejtéssel, Eagles könnyen boldogult Shakespeare nyelvével, a reneszánsz angollal. Iskolai teljesítményének kárára vállalt el apró szerepeket a helyi színházban, egyre jobb és jobb akart lenni. Tizenötévesen tagja lett a Dubinsky fivérek vaudeville-társulatának. Először táncosként, majd a kemény munka eredményeképp színészként lépett a színpadra. 1911 táján Eagles saját karrieren gondolkodott, ezért otthagyta a Dubinsky társulatot. New Yorkba költözött, vörösbarna haját szőkére festette és megváltoztatta nevét Eaglesről Eagelsre (könnyebb volt kiejteni). Kórusba lépett, és sikerült eljutnia a híres Broadwayre, ahol a Ziegfeld lányok egyike lett. Innen már könnyű volt színpadi szerephez jutnia, mint a Jumping Jupiter vagy a Mind The Paint Girl című darabokban. 1915-ben pedig filmes karrierje is beindult a House of Fear című produkcióval, ezt pedig követte az 1916-os The World and The Woman.

### Broadway-díva
Eagels első sikerét a Professor's Love című darabban aratta, ezután következett a Disraeli és a Hamilton, mindegyik színdarab megütötte az elégedettségi mércét. 1918-ban Eagels szerepelt David Belasco Daddies című drámájában, de a siker ellenére Eagels kilépett a műsorból, aminek oka ismeretlen. A színésznő hírnevét A Young Man's Fancy és a Wonderful Thing alapozta meg. Eagels egyszerű belépése óriási ovációval járt, és meg kellett várnia, míg elül a tapsvihar, hogy szerepének szövegét befejezhesse. 1921-ben még az In The Night Watchban szerepelt, mikor lehetőséget kapott, hogy játszhasson a Eső (Rain) című kisregény (írta W. Somerset Maugham) színpadra adaptált verziójában. Főszereplője, Sadie Thompson egy prostituált, akit egy misszionárius keresztény hitre próbál téríteni. A történetet többször is megfilmesítették például Gloria Swansonnal 1928-ban (Miss Sadie Thompson), alakítását Oscar-díjra jelölték. Jeanne Eagels azonnal ráugrott a szerepre, és történelmet írt. Az Eső 256 előadást ért meg, és háromszor is műsorra tűzték, még 648 alkalommal adták elő. Eagels korának igazi sztárjává lépett elő. Érdekesség, hogy az Eső színpadi feldolgozása már korábban megtörtént Philadelphiában, de nem lelt nagy visszhangra.

### A húszas évek Marilynje
Jeanne Eagels kétszer ment férjhez. Első házasságát még tinédzserként kötötte a legidősebb Dubinsky fivérrel, Morrissal. A házaspárnak született egy gyermeke, de sorsáról semmit sem tudni: vagy örökbe adták, vagy a gyermek betegség miatt meghalt. A húszas évek környékén történt, mikor Eagels magánélete a sajtó témájává vált. 1925-ben feleségül ment Edward "Ted" Coyhoz, egy volt futballsztárhoz a Yale Egyetemről, aki üzleti útra lépett. Házasságuk nem volt zökkenőmentes, Eagelsnek sok szeretője volt.
Eagels a filmiparba történő belépésekor kezdett el inni és gyógyszereket szedni, később kábítószerfüggő lett. Sokszor annyira szenvedett a mellékhatásoktól, hogy megbetegedett, és nem tudott fellépni, vagy ha fellépett, nagyon furcsán viselkedett. Hiányzásai miatt kérdőre vonták, és tizennyolc hónapra eltiltották a színpadtól. Eagels a büntetés lejártáig filmes karrierjére koncentrált. Aláírt egy háromfilmes szerződést, amelyből csak kettőt tudott teljesíteni: The Letter és a Jealousy. Első hangosfilmjei igazi legendává tették, a kritikusok dicsérték lenyűgöző alakítását. Eagels készült visszatérni a színpadra, egészsége azonban már nem engedte. 1929 októberében váratlanul elhunyt. Halálának körülményei vitatottak. Először alkoholos hallucinózist gyanítottak, majd felmerült a gyógyszer- és a kábítószer-túladagolás lehetősége.
Eagels harmadik szerződésben álló filmje, The Laughing Lady Ruth Chattertonhoz került. Eagels az egyetlen a filmtörténetben, akit posztumusz jelöltek Oscar-díjra. Életéről film készült (Jeanne Eagles) 1957-ben Kim Novakkal a főszerepben.

## A Doherty-életrajz
Edward Doherty alaposan utána kutatott Jeanne Eagels életének. Ennek eredményét folytatásokban közölte a Life magazinnak 1930-ban, majd könyv formában is megjelentette The Rain Girl címen. Azonban kevés forrás támasztotta alá igazát, a legtöbb információ csak a szóbeszédből származott. Így Eagels valódi élete valószínűleg a kutatás és azon cikkek egyvelege, amit az újságok írtak a színésznőről. Ami tényleg igaz volt, az Eagels származása. Doherty kiderítette, hogy nem Bostonban született 1894-ben, és nem voltak spanyol felmenői, mint azt Eagels életében állította. Bizonytalan Eagels házassága Dubinskyvel. Doherty abban volt biztos, hogy közös gyermekük volt, a házasságot azonban sem megerősíteni sem cáfolni nem tudta. Jeanne Eagels közeli ismerősei, rokonai tagadták, hogy a színésznő valaha is hozzáment volna, míg mások erősködtek, hogy édesanya és már feleség is volt.

## Filmográfia

### Broadway-színdarabok
- Jumping Jupiter (1911)
- Mind The Paint Girl (1912-13)
- The Crinoline Girl (1914)
- The Great Pursuit (1916)
- The Professor's Love Story (1917)
- Disraeli (1917)
- Hamilton (1917)
- Daddies (1918-1919)
- A Youn Man's Fancy (1919)
- The Wonderful Thing (1920)
- In The Night Watch (1921)
- Eső (Rain) (1922-1926) (háromszor tűzték műsorra)
- Her Cardboard Lover (1927)

### Filmek
| Év   | Cím                       | Szerep             |
| ---- | ------------------------- | ------------------ |
| 1913 | The Ace of Hearts         |                    |
| 1913 | The Bride of the Sea      |                    |
| 1914 | A Lesson in Bridge        | Mrs. Willis        |
| 1915 | The House of Fear         | Grace Cramp        |
| 1916 | The World and the Woman   | asszony az utcáról |
| 1917 | The Fires of Youth        | Billy húga         |
| 1917 | Under False Colors        | Olga grófné        |
| 1918 | The Cross Bearer          | Liane de Merode    |
| 1919 | The Madonna of the Slums  |                    |
| 1927 | Man, Woman and Sin        | Vera Worth         |
| 1929 | The Letter                | Leslie Crosbie     |
| 1929 | Jealousy (elveszett film) | Yvonne             |

## Díjak és jelölések
Oscar-díj
- 1929: legjobb női főszereplő (jelölés: posztumusz) – A levél